# Hoàng Diệu
 (octobre 2018).
Si vous disposez d'ouvrages ou d'articles de référence ou si vous connaissez des sites web de qualité traitant du thème abordé ici, merci de compléter l'article en donnant les références utiles à sa vérifiabilité et en les liant à la section « Notes et références ».
Hoàng Diệu (14 mars 1829 - 25 avril 1882), est un militaire mandarin appartenant à la dynastie Nguyễn au Viêt Nam. 
Il est né dans le district de Điện Bàn, province de Quảng Nam. Il est défait lors du Combat d'Hanoï de 1882 après lequel il se suicide par pendaison.